# Hugo Banzer Suárez

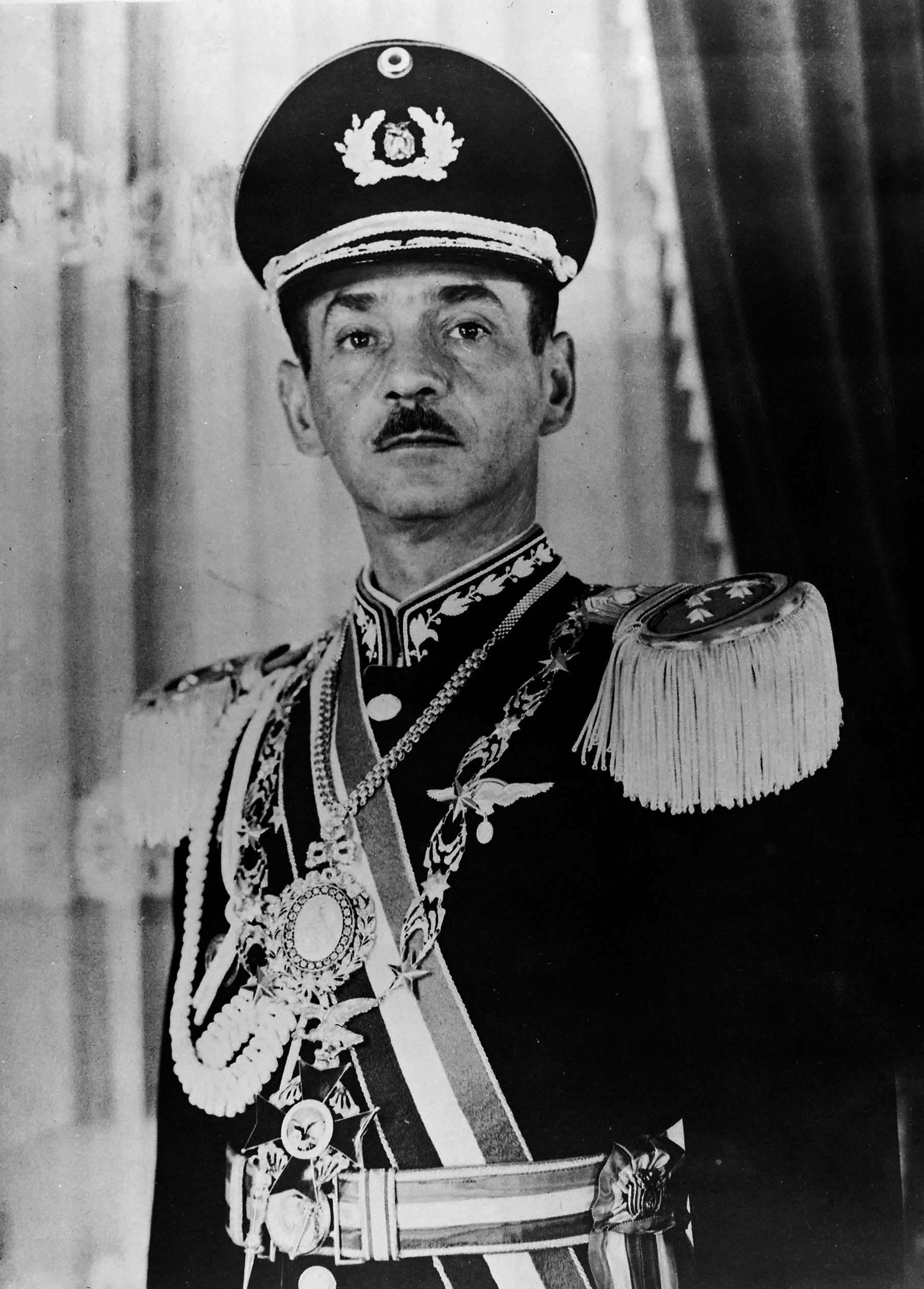
Hugo Banzer (offizielles Porträt, 1971)

Hugo Banzer Suárez (* 10. Mai 1926 in Concepción, Bolivien; † 5. Mai 2002 in Santa Cruz de la Sierra, Bolivien) war ein bolivianischer Diktator und späterer Politiker der Partei Acción Democrática Nacionalista (ADN). Als Offizier diktierte er von 1971 bis 1978 die Geschicke des Landes. Er wurde im Jahr 1997 zum Präsidenten Boliviens gewählt und war bis zu seinem krankheitsbedingten Rücktritt 2001 in diesem Amt.

## Leben

### Jugend und Ausbildung
Hugo Banzer wurde in der kleinen Ortschaft Concepción im bolivianischen Tiefland (Departamento Santa Cruz) geboren. Er stammte von einer deutschen Familie ab, der Großvater Georg Banzer war Ende des 19. Jahrhunderts aus Osnabrück nach Santa Cruz de la Sierra in Bolivien ausgewandert. Nach der Schule besuchte Hugo Banzer die Militärschule in La Paz, die School of the Americas (Panama), wo er als einer der besten Absolventen ausgezeichnet wurde, sowie die Armored Cavalry School in Fort Hood, Texas, eine Militärschule in den USA.

### Aufstieg zur Macht
Von 1964 bis 1966 war er Bildungsminister im Kabinett von René Barrientos und von 1967 bis 1969 Militärattaché in Washington, D.C. Er stieg erfolgreich innerhalb des bolivianischen Militärs auf und bekleidete zeitgleich verschiedene politische Ämter. 1970 wirkte er an einem erfolglosen Militärputschversuch von General Rogelio Miranda mit. Links- und rechtsgerichtete Militäreinheiten bekämpften einander in mehreren größeren Städten Boliviens blutig, am 7. Oktober 1970 hatten sich die linken Militärs und ihre Verbündeten in Bolivien durchgesetzt.

### Diktator 1971 bis 1978

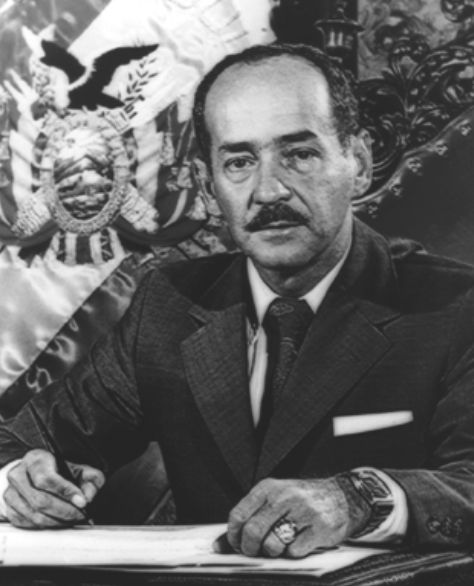
Hugo Banzer in Zivilkleidung, 1971

Am 17. August 1971 zettelte Banzer in Santa Cruz de la Sierra einen von Teilen der Bevölkerung unterstützten Militärputsch an, durch den die linke Militärregierung um Juan José Torres am 22. August 1971 gestürzt wurde. Banzer wurde mit Unterstützung des US-Präsidenten Nixon zum Staatspräsidenten Boliviens ernannt und wurde von den beiden größten Parteien Boliviens unterstützt: der Nationalistischen Revolutionären Bewegung (MNR) und der konservativen Bolivianischen Sozialistischen Falange (FSB). Banzer übte das Amt des Staatspräsidenten für die darauffolgenden sieben Jahre aus.

#### Verfolgung politischer Gegner
Als die innenpolitische Situation in Bolivien sich anspannte, verbot Banzer Versammlungen der Gewerkschaften und schränkte bürgerliche Freiheiten ein. Hunderte Bürger, die als Kommunisten verdächtigt wurden, wurden durch „Verschwindenlassen“ beseitigt. 1974 überstand er zwei Putschversuche. Einen Bauernaufstand im selben Jahr ließ Banzer durch das „Massacre del Valle“ brutal niederschlagen. Als 1975 mehrere Priester der katholischen Kirche die Unterdrückung der Arbeiter und Bauern und ein weiteres Massaker verurteilten, begann Banzers Machtapparat mit einer Einteilung in „linke“ und „rechte“ Priester. Erstere wurden vom Regime verfolgt. Dieses Vorgehen wurde von anderen lateinamerikanischen Diktaturen übernommen.

#### Verhältnis zu Chile
Seine politische Linie brachte ihn dem chilenischen Diktator Augusto Pinochet näher. Das Verhältnis zu Chile kühlte sich jedoch bald wieder ab, da Banzer versuchte, durch Verhandlungen den im Salpeterkrieg im 19. Jahrhundert verlorenen Zugang zum Meer für Bolivien wiederzuerlangen. Dies lehnte Pinochet kategorisch ab. Die wichtigste Kooperation beider Diktaturen war ihre maßgebliche Zusammenarbeit innerhalb der Operation Condor, der weltweiten Verfolgung linker politischer und oppositioneller Kräfte. Im Widerspruch zu den Dokumenten, die von der Asamblea Permanente de Derechos Humanos de Bolivia (APDHB), einer von der katholischen Kirche getragenen bolivianischen Menschenrechtsorganisation, vorgelegt worden waren, bestritt Banzer, von dieser Operation gewusst zu haben. 1978 wurden die politischen Beziehungen beider Länder wieder eingefroren.

#### Ende der Diktatur
Das Ende seiner Militärdiktatur kam durch eine von Banzer angesetzte Parlamentswahl, an der er selbst aber als Kandidat nicht teilnahm, sondern der ihm nahestehende Kandidat Juan Pereda Asbún. Die Wahl erfolgte auf Druck der US-Regierung von Jimmy Carter, war zugleich jedoch innenpolitisch durch einen Hungerstreik unterstützt, den die Gewerkschaftsführerin Domitila Barrios de Chúngara gemeinsam mit vier weiteren Minenarbeiterfrauen begonnen hatte und an dem Tausende teilnahmen.
Juan Pereda Asbún gewann offiziell am 21. Juli 1978 die Wahlen. Gegen das Ergebnis wurden jedoch Vorwürfe der massiven Wahlfälschung erhoben. Auch Umfragen hatten keinen Sieg des Lagers um Banzer vorhergesehen, sondern einen deutlichen Erfolg des Linksbündnisses UDP (Unidad Democratica y Popular) unter Hernán Siles Zuazo. Banzer nahm die Proteste zum Anlass, sich von den Wahlfälschungen offiziell zu distanzieren, die Wahlen für ungültig zu erklären und sich selbst wieder zum Präsidenten zu ernennen. Sein Kamerad, der Offizier Juan Pereda, putschte jedoch überraschend gegen Banzer und entmachtete ihn. Pereda wurde am 24. November 1978 durch einen von David Padilla Arancibia angeführten Militärputsch entmachtet.

### Gewählter Präsident 1997 bis 2001
In den Folgejahren versuchte Banzer wiederholt, mit Hilfe seiner Mitterechts-Partei ADN (Acción Democrática Nacionalista; deutsch Demokratisch-Nationalistische Aktion) die Macht auf legalem Wege zurückzuerlangen. Dies gelang ihm erst wieder in der Präsidentenwahl am 1. Juni 1997 durch eine Koalition u. a. mit der MNR, MIR und CONDEPA. Sein Wahlversprechen lautete, die Armut zu bekämpfen und den Agrarsektor zu reformieren, was ihm in dem ärmsten Land Südamerikas viele Stimmen einbrachte.
Banzers erklärter Plan war die Förderung von Sparkapital und ausländischen Investitionen. Kurzfristig konnte die Regierung Banzer (mit Unterstützung und Subventionen der USA) wirtschaftliche Erfolge aufweisen und die Währung stabilisieren. Jedoch war seine demokratische Regierungszeit von hoher Korruption und zahlreichen Streiks mit Rücktrittsforderungen geprägt.
In Einklang mit der Außenpolitik der USA verabschiedete Banzer 1998 den Plan Dignidad, der die vollständige Vernichtung des illegalen Koka-Anbaus in Bolivien zum Ziel hatte. Dies hatte schwerwiegende innenpolitische Krisen zur Folge, da vielen Kokabauern die Existenzgrundlage entzogen wurde. Der ehemalige Unterstützer des Banzer-Kurses, Jeffrey Sachs, warf der Regierung vor, ohne Ersatz die Überlebensgrundlage von rund 50.000 Koka anbauenden Familien zerstört zu haben. Zur Bedingung für weitere Kredite an Bolivien verlangte die Weltbank eine Wasserprivatisierung. Die geplante Wasserprivatisierung an ein Bechtel-Konsortium in Cochabamba, welche erhöhte Wasserpreise und ein Verbot von lizenzloser Regenwassernutzung vorsah, scheiterte jedoch im Jahr 2000 durch zahlreiche Proteste („Wasserkrieg“). Zuerst wurden Demonstrationen unterdrückt, bei denen auch Todesopfer zu beklagen waren, und von Banzer der Notstand ausgerufen. Nachdem die Demonstrationen jedoch nicht abnahmen, wurde der Vertrag aufgekündigt.
Im Jahre 2001 wurde bei Hugo Banzer Lungenkrebs diagnostiziert und in den USA behandelt. Ihm wurde von den Ärzten angeraten, nicht mehr nach La Paz (dem Regierungssitz Boliviens) zurückzukehren, da die mittlere Höhe der Stadt von 3.600 m seine Krankheit verschlimmern würde. Deshalb trat er im August 2001 zurück. Sein Vizepräsident Jorge Quiroga Ramírez übernahm das Amt bis zu den Neuwahlen am 30. Juni 2002. Am 5. Mai 2002 starb Hugo Banzer in Santa Cruz de la Sierra an den Folgen seiner Krankheit.

## Aufarbeitung der Diktatur
Im Mai 2009 wurden die militärischen Geheimarchive Boliviens geöffnet und seitdem untersucht eine Kommission das Schicksal der „Verschwundenen“ zur Regierungszeit Banzers.